# Vilatge de Santa Imbénia
El Vilatge de Santa Imbénia (en alguerès, estàndard Santa Imbènia, en italià Sant'Imbenia) és un conjunt format per un nurag i un grup de cabanes de l'Alguer, que van ser construïdes al principi de l'edat de ferro. Es troben a prop de la Vil·la romana de Santa Imbénia. El conjunt està catalogat com a Bé Cultural per la Regió Autònoma de Sardenya.

## Descripció
El nurag consisteix en una torre central i una muralla corbada que inclou dues torres més petites i una entrada.
Les cases, circulars i rectangulars, estan dividides en sales connectades amb patis centrals. Els edificis estan separats per carrers estrets. Un dels més interessants és el que feia les funcions de magatzem, on s'hi ha trobat 43,7 kg de coure, que es guardava dins una àmfora fenícia de finals del segle viii aC o principis del segle VII aC. Es va trobar una quantitat similar de coure en una segona àmfora similar, però de fabricació neuràlgica. S'ha trobat ceràmica fenícia i grega de mitjans del segle viii aC, que es considera el producte més antic de les importacions a la Mediterrània central. S'observa un gust per la ceràmica orientalitzant elaborada entre els grecs i els fenicis de manera cogestionada, sense una ànsia competitiva, almenys fins al segle viii aC i la primera meitat el VII AC. No obstant, els grecs no van mantenir la presència estable tant de temps com els fenicis, dels que s'han trobat molts utensilis d'ús diari.

## Història
El nurag és del bronze mitjà, i el poble de cabanes del començament de l'edat de ferro. Està situat en un lloc estratègic en la ruta marítima que té com a principi o com a fi la Península Ibèrica, i és proper a zones riques en plata, ferro i coure, el que va convertir l'espai en un centre neuràlgic del comerç. El segle VII aC l'assentament es va reduir i els fenicis van decidir centrar-se en les seves colònies i les altres costes de Sardenya.
Les primeres investigacions sistemàtiques van ser realitzades entre 1982 i 1990 per Susanna Bafico, Fulvia Lo Schiavo, Ida Oggiano i David Ridgway.